# トーマス・ポズタウスキ
トーマス・ポズタウスキ（Tomás Podstawski 、1995年1月30日 - ）は、ポルトガル・ポルト出身のプロサッカー選手。ルフ・ホジューフ所属。ポジションはMF。

## 経歴

### 生い立ち
ポーランド人で体育教師の父親とプロ体操選手の母との間に生まれた。

### クラブ
13歳でFCポルトのアカデミーに入団。2012年2月20日、まだリザーブチームでプレーした経験が無いにもかかわらず、UEFAヨーロッパリーグラウンド16・マンチェスター・シティFC戦のメンバーに招集された。試合には出場せず、チームは0-4で敗れた。
2013年8月12日、リザーブチームのSCベイラ・マル戦でプロデビュー。2016年4月2日のアカデミコ・デ・ヴィゼウFC戦でプロ初ゴール。Bチームでは順調に出場数を重ねていったが、トップチームでの出番はなかった。
2017年6月12日、ヴィトーリア・セトゥーバルと3年契約を結んだ。8月6日のモレイレンセFC戦でプリメイラ・リーガ初出場。10月30日のポルティモネンセSC戦で移籍後初ゴール。
2018年1月27日のタッサ・ダ・リーガ決勝・スポルティングCP戦ではPK戦でPKを失敗してしまい、チームも準優勝に終わった。
2018年8月27日、MKSポゴニ・シュチェチンに3年契約で移籍。
2021年9月20日、スターベクIFに移籍。
2022年2月1日、ブネイ・イェフダ・テルアビブFCに移籍。
2023年9月6日、ルフ・ホジューフに移籍した。

### 代表歴
その出自からポーランド代表としてプレーすることも出来るが、一貫してポルトガル代表に選ばれている。

## タイトル
ポルトB
- リーガプロ: 2015–16